# モハマド・ファルザン佐名
モハマド ファルザン 佐名（もはまど ふぁるざん さな、2004年6月30日 - ）は、千葉県浦安市出身のプロサッカー選手。Jリーグ・ザスパ群馬所属。ポジションはミッドフィールダー。

## 来歴
柏レイソルの下部組織出身で2022年8月19日、トップチームに2種登録されると同年9月20日に2023年からのトップチーム昇格が内定したことが発表された。
2023年3月8日、YBCルヴァンカップGS第1節・鹿島アントラーズ戦で先発出場し、プロ初出場を果たした。
2025年6月25日、ザスパ群馬へ育成型期限付き移籍。

## 所属クラブ
- 高洲SCホッパーズ（浦安市立高洲小学校）
- 柏レイソルU-12（浦安市立高洲小学校）
- 柏レイソルU-15（浦安市立高洲中学校）
- 柏レイソルU-18（日本体育大学柏高等学校）
- 2023年 -  柏レイソル
  - 2025年6月 -  ザスパ群馬（育成型期限付き移籍）

## 個人成績
| 国内大会個人成績 | 国内大会個人成績 | 国内大会個人成績 | 国内大会個人成績 | 国内大会個人成績 | 国内大会個人成績 | 国内大会個人成績 | 国内大会個人成績 | 国内大会個人成績 | 国内大会個人成績 | 国内大会個人成績 | 国内大会個人成績 |
| 年度             | クラブ           | 背番号           | リーグ           | リーグ戦         | リーグ戦         | リーグ杯         | リーグ杯         | オープン杯       | オープン杯       | 期間通算         | 期間通算         |
| 年度             | クラブ           | 背番号           | リーグ           | 出場             | 得点             | 出場             | 得点             | 出場             | 得点             | 出場             | 得点             |
| 日本             | 日本             | 日本             | 日本             | リーグ戦         | リーグ戦         | リーグ杯         | リーグ杯         | 天皇杯           | 天皇杯           | 期間通算         | 期間通算         |
| ---------------- | ---------------- | ---------------- | ---------------- | ---------------- | ---------------- | ---------------- | ---------------- | ---------------- | ---------------- | ---------------- | ---------------- |
| 2023             | 柏               | 43               | J1               | 3                | 0                | 3                | 0                | 0                | 0                | 6                | 0                |
| 2024             | 柏               | 43               | J1               | 0                | 0                | 0                | 0                | 0                | 0                | 0                | 0                |
| 2025             | 柏               | 43               | J1               | 0                | 0                | 1                | 0                | 1                | 0                | 2                | 0                |
| 2025             | 群馬             | 19               | J3               |                  |                  |                  |                  |                  |                  |                  |                  |
| 通算             | 日本             | 日本             | J1               | 3                | 0                | 4                | 0                | 1                | 0                | 8                | 0                |
| 総通算           | 総通算           | 総通算           | 総通算           | 3                | 0                | 4                | 0                | 1                | 0                | 8                | 0                |

- 2022年は2種登録選手としての公式戦出場なし。

出場歴
- Jリーグ初出場 - 2023年3月19日 J1第5節 サンフレッチェ広島戦 (エディオンスタジアム広島)

## 代表歴
- 2022年 U-18日本代表